# Europske sveučilišne igre 2016.
Treće Europske sveučilišne igre ili Europska Univerzijada 2016. bile su treće izdanje Europskih sveučilišnih igara, najvećega europskoga višešportskoga događaja, koje se održalo u hrvatskim gradovima Zagrebu i Rijeci između 12. i 25. srpnja 2016. Glavni organizator Igara bio je Europska sveučilišna sportska organizacija u suradnji s Hrvatskim akademskim sportskim savezom (HASS), Sveučilištem u Zagrebu, Sveučilištem u Rijeci, Gradom Zagrebom, Gradom Rijekom i Ministarstvom znanosti, obrazovanja i športa.
Nastupilo je oko 5000 studenata iz 45 europskih država i s više od 300 europskih sveučilišta u 21 športu.

## Pozadina
Europske sveučilišne igre su najveći višešportski događaj studentskoga športa na području Europe. Do ovih Igara bila su održana dva izdanja: 2012. u španjolskoj Córdobi i 2014. u nizozemskom Rotterdamu. Glavni organizator Igara je Europska sveučilišna sportska organizacija (EUSA), dok je ovo, treće izdanje Igara, organizirao Hrvatski akademski sportski savez (HASS). Na Igrama mogu sudjelovati europski studentski športaši, koji nastupaju za sveučilišta na kojima studiraju.
Domaćinstvo Zagreba i Rijeke službeno je potvrđeno na svečanom zasjedanju EUSA-e zu Ljubljani 1. lipnja 2013. Glavni protukandidat za domaćina bila je portugalski grad Coimbra, kojem je to bio treći neuspjeli pokušaj ostvarivanja i dobivanja domaćinstva.
Hrvatska kao zemlja domaćin je obilježila 113. godišnjicu osnivanja HAŠK-a na Sveučilištu u Zagrebu i 93. obljetnicu osnivanja Saveza akademskih športskih klubova. Uz ovaj događaj često se vezala i Ljetna Univerzijada 1987., kojoj je Zagreb također bio domaćin pod geslom Svijet mladih za svijet mira, a i u samoj organizaciji Igara su sudjelovali organizatori i sudionici spomenute Univerzijade.

### Svečanost otvaranja
Svečanost otvaranja Igara odvila se na atletskom igralištu Mladost u Zagrebu 13. srpnja. Sva sjedaća mjesta bila su popunjena i sve besplatne ulaznice podijeljene su bile već nekoliko dana prije. Svečanost otvaranja režirao je Krešimir Dolenčić, a glavna tema bio je odnos Zemlje i Svemira. Dolenčić se u režiji odmaknuo od nacionalnih i državnih obilježja želeći preko Svemira, zajedničkog prostora svih športaša studenata, ujediniti sve narode u športskom jedinstvu:
Svečanost je otvorena predstavljanjem gradova domaćina. Zagreb je tako označen kao grad sveučilišta, parkova, muzeja, umjetnosti i športskih uspjeha; a Rijeka kao grad pomorstva, torpeda, rock and rolla, dobrih vibracija i drugog najvećeg karnevala na svijetu.
Pjevački zbor sveučilišta u Zagrebu, Concordia Discors zajedno s Damirom Kedžom izveo je himnu s motom ovogodišnjih Igara – As Long as heart believes („Sve dok srce vjeruje”).
Uslijedila je povorka ovogodišnjih sudionika na čelu sa zastavom koju su nosili sudionici i organizatori Univerzijade 1987. – košarkaški trener Mirko Novosel, predsjednik izvršnoga odbora Univerzijade 1987., odvjetnik Vladimir Pezo, gradonačelnik Zagreba 1986. – 1990. Mato Mikić, ravnatelj sektora osiguranja Univerzijade 1987., general pukovnik Mate Laušić, redatelj svečanosti otvaranja Univerzijade 1987. Paolo Magelli, te kazališni ravnatelj i producent Duško Ljuština koji je na Univerzijadi 1987. bio ravnatelj sektora za kulturu.
Zastavu su potom preuzeli hvatski športaši: vaterpolist Dubravko Šimenc, košarkašica Danira Bilić, plivač Gordan Kožulj, košarkaš Aleksandar Petrović, tenisačica Renata Šašak te vaterpolist Samir Barać.
Potom je atlettskom stazom prošetalo 5 800 športaša abecednim redom iz 41 države iz kojih dolaze, uz upadice voditelja o poznatim i manje poznatim činjenicama 403 sveučilišta koja predstavljaju. Zastave država nosile su Zagrebačke mažoretkinje, a natpise sveučiliša sami studenti. Zadnji su prošetali domaćini, hrvatski studenti sa 16 sveučilišta i veleućilišta iz Zagreba, Osijeka, Karlovca, Rijeke, Splita, Pule, Vukovara i Dubrovnika.
Prije prisega sportaša i sudaca, okupljenima na atletskom stadionu obratili su se predsjednik Europskih sveučilišnih igara Zrinko Čustonja, rektor Sveučilišta u Zagrebu Damir Boras, gradonačelnik grada Zagreba Milan Bandić, predsjednik Europske sveučilišne sportske organizacije Adam Roczek te predsjednik Vlade Republike Hrvatske Tihomir Orešković, koji je na kraju svečanosti i otvorio Igre. Svečanost je završena prisegama športaša i sudaca. U ime natjecatelja prisegla je Ana Lenard, karatistica iz Zagreba, a u ime sudaca Ivan Šverko, košarkaški sudac iz Rijeke.
Tijekom dizanja zastave EUSA-e Zbor Sveučilišta u Zagrebu otpjevao je studentsku himnu Gaudeamus igitur i hrvatsku himnu Lijepa naša domovino.

## Športovi
Športski program sastojao se od osam osnovnih, 11 dodatnih, dva športa za osobe s invaliditetom i dva pokazna športa: U zagradi se nalazi broj natjecanja (disciplina) u svakome športu.
| - badminton (5) - košarka (2) - košarka 3 na 3 (5) - odbojka na pijesku (2) - bridž (2) - šah (4) - športsko penjanje (3) | - nogomet (2) - futsal (2) - golf (2) - rukomet (2) - judo (16) - karate (12) - veslanje (21) | - ragbi 7 (2) - plivanje (33) - stolni tenis (8) - odbojka (2) - vaterpolo (2) - tenis (2) - taekwondo (20) |

Na ovome izdanju Igara prvi put organizirala su se natjecanja za osobe s invaliditetom u dva športa, dio redovitoga programa Paraolimpijskih ESI-a.

### Ragbi sedmica
Muški i ženski turnir igrani su na Stadionu Stjepan Spajić u Sigetu.
Natjecatelji
- Žene: Sveučilište u Zagrebu, Sveučilište Paris 13 (Francuska), Sveučilište Coimbra (Portugal), Sveučilište Porto (Portugal), Sveučilište Valencia (Španjolska) i Sveučilište Gloucestershire (Velika Britanija).
- Muškarci: Sveučilište u Zagrebu, Gruzijsko nacionalno sveučilište, Sveučilište Siauliai (Litva), Sveučilište Utrecht (Nizozemska), Sveučilište Nova Lisbon (Portugal), Ekološko sveučilište Bukurešt (Rumunjska), Sibirsko federalno sveučilište (Rusija) i Sveučilište Valencia (Španjolska).

## Simboli Igara

### Verbalni identitet: Dvojstvo
Koncept dvojstva i sinergije srca i uma, pronosi sve ključne vrijednosti koje studentski šport predstavljaju: um, obrazovanje, razboritost, snagu, energiju, borbenost i ljubav – obilježja koja pomažu mladim ljudima postići izvrsnost u akademskom i športskom životu.
Slogan također počiva na konceptu vjere kao motivatora i postignuća kao rezultat uspješne sportske aktivnosti. Oba pojma predstavljaju važne elemente sporta – vjera u sebe i vlastite sposobnosti, vjera u pobjedu, ostvarenje rezultata, te vjera da se uloženi trud i vraća.
Ideja dualizma također je vidljiva i u prijedlogu dvojnoga domaćinstva Zagreba i Rijeke.

### Vizualni identitet: Oznaka (logotip) Igara
Oznaka Igara utjelovljuje vidni identitetski aspekt, ugrađujući simbol srca (oblika, crvene boje) i uma (krug, plava boja). Također utjelovljuje niz drugih simbola koji imaju iznimnu važnost za kandidaturu Zagreba i Rijeke:
Boje – crvena, bijele i plava su boje hrvatskih nacionalnih simbola, također crvena boja je boja grada Rijeke, dok je plava boja grada Zagreba.
Oblici – bijeli oblici (unutar plavog kruga) simboliziraju broj 16 (godina održavanja Igara – 2016.). Nadalje, ti oblici označavaju siluetu Zagija (iznimno popularna maskota Univerzijade u Zagrebu 1987.), te u kombinaciji s crvenom bojom srca prikazuje plamen kao simbol sportskog i olimpijskog duha.

### Maskota Hrki
Konačni odabir maskote ishod je izbora koji je započeo u rujnu 2014. Na raspisani javni natječaj prijavljeno je 64 rada među kojima je deveteročlani žiri izabrao tri finalista koja su predstavljena javnosti. Drugi krug natječaja ponudio je građanima mogućnost da donesu konačnu odluku o tome kako će izgledati nova maskota. Od ukupno 5103 pristigla glasa najviše njih, točnije 43,7 % osvojio je lik hrčka autora Vedrana Redea i Matije Tomšića. Autori su prilikom toga izjavili:
U odabiru imena sudjelovalo je više od 30 športaša koji su dali svoj glas jednom od 11 imena (Starky, HR-Chuck, Hrki, Eugen, Esi, Crocko, Rizgy, Zari, Riza, Hrco i Skviki) iz užega izbora od preko 200 prijedloga koje su ponudili hrvatski građani. Ime Hrki, po kojemu će ostati zapamćena maskota, svojevrsni nasljednik popularnoga Zagija, javnosti je obznanio ministar znanosti, obrazovanja i sporta RH Vedran Mornar.

## Pokrivenost
Uoči održavanja Igara, v.d. ravnatelja HRT-a Siniša Kovačić i predsjednik EUSA-e Zrinko Čustonja potpisali su ugovor o suradnju prema kojemu je Hrvatska radiotelevizija prenosila svečanosti otvaranja i zatvaranja, omogućila izravni prijenos pojedinih natjecanja te svakodnevno prikazivala posebne emisije o Igrama koje je vodila Nika Fleiss.

## Vanjske poveznice
- eug2016.com - službene stranice